# Seavington St Mary
Seavington St Mary är en ort och civil parish i Storbritannien.   Den ligger i grevskapet Somerset och riksdelen England, i den södra delen av landet, 200 km väster om huvudstaden London. Seavington St Mary ligger 49 meter över havet och antalet invånare är 361.
Terrängen runt Seavington St Mary är platt, och sluttar norrut. Runt Seavington St Mary är det ganska tätbefolkat, med 134 invånare per kvadratkilometer. Närmaste större samhälle är Taunton, 20,0 km nordväst om Seavington St Mary. Trakten runt Seavington St Mary består i huvudsak av gräsmarker.